# Trzy Króle
Trzy Króle – kolonia wsi Jaźwiska w Polsce, położona w województwie pomorskim, w powiecie tczewskim, w gminie Gniew.
W latach 1975–1998 kolonia administracyjnie należała do województwa gdańskiego.